# Агульєнт
Агульєнт (валенс. Agullent, ісп. Agullent) — муніципалітет в Іспанії, у складі автономної спільноти Валенсія, у провінції Валенсія. Населення — 2463 особи (2010).

## Географія
Муніципалітет розташований на відстані близько 320 км на південний схід від Мадрида, 75 км на південь від Валенсії.

## Демографія
Динаміка населення (INE ):

## Галерея зображень

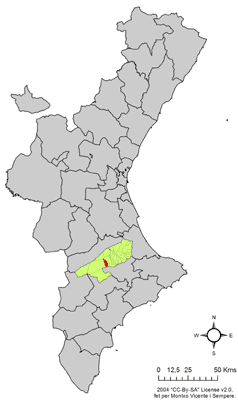
Розташування муніципалітету Агульєнт у автономній спільноті Валенсія
Розташування муніципалітету Агульєнт у комарці Вальє-де-Альбайда